# Liste der Biografien/Laz
Liste der Biografien |
Portal Biografien |
Personensuche
# |
A |
B |
C |
D |
E |
F |
G |
H |
I |
J |
K |
L |
M |
N |
O |
P |
Q |
R |
S |
T |
U |
V |
W |
X |
Y |
Z |
?
 
La |
Lb |
Lc |
Le |
Lg |
Lh |
Li |
Lj |
Ll |
Lm |
Lo |
Lp |
Lt |
Lu |
Lv |
Lw |
Lx |
Ly |
Lz
 
Laa |
Lab |
Lac |
Lad |
Lae–Lah |
Lai |
Laj |
Lak |
Lal |
Lam |
Lan |
Lao |
Lap |
Laq |
Lar |
Las |
Lat |
Lau |
Lav |
Law |
Lax |
Lay |
Laz
Die Liste der Biografien führt alle Personen auf, die in der deutschsprachigen Wikipedia einen Artikel haben. Dieses ist eine Teilliste mit 259 Einträgen von Personen, deren Namen mit den Buchstaben „Laz“ beginnt.

## Laz
- Laz, Don (1929–1996), US-amerikanischer Stabhochspringer

### Laza
- Laza, Belsy (* 1967), kubanische Kugelstoßerin
- Lazaga, Marco (* 1983), paraguayischer Fußballspieler
- Lazan, Heinrich von († 1420), Landeshauptmann von Breslau und königlich böhmischer Kämmerer
- Lazanski, Miroslav (1950–2021), jugoslawischer bzw. serbischer Journalist und Diplomat
- Lazansky, Edward (1872–1955), US-amerikanischer Jurist und Politiker
- Lazar Branković († 1458), serbischer Fürst
- Lázár, Andor (1882–1971), ungarischer Politiker
- Lazar, Andrew (* 1966), US-amerikanischer Filmproduzent
- Lazar, Annemarie (* 2002), deutsche Tennisspielerin
- Lazar, Auguste (1887–1970), deutsche Schriftstellerin
- Lazar, Berel (* 1964), russischer GroßrabbinerBerel Lazar (* 1964)

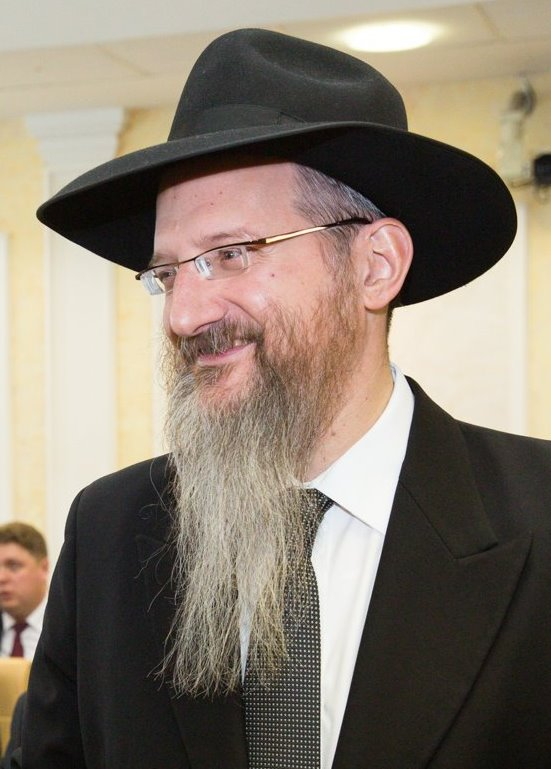
Berel Lazar (* 1964)

- Lazăr, Costin (* 1981), rumänischer Fußballspieler
- Lazar, Curtis (* 1995), kanadischer Eishockeyspieler
- Lazăr, Dumitru (* 1928), rumänischer Politiker (PCR) und Botschafter
- Lazăr, Elisabeta (* 1950), rumänische Ruderin
- Lázár, Ervin (1936–2006), ungarischer Schriftsteller und Geschichtenerzähler
- Lazar, Eva (* 1914), siebenbürgische Malerin der Klassischen Moderne
- Lazar, Evelyn (1933–2025), deutsche Fernsehmoderatorin und Journalistin
- Lazăr, Gheorghe (1779–1823), rumänischer Pädagoge, Schriftsteller und Theologe
- Lázár, György (1924–2014), ungarischer kommunistischer Politiker
- Lázár, Gyula (1911–1983), ungarischer Fußballspieler und -trainer
- Lazar, Ingmar (* 1993), französischer Pianist
- Lázár, János (* 1975), ungarischer Politiker
- Lazar, Josef Hans (1895–1961), österreichisch-deutscher Diplomat und Presseattaché
- Lazar, Lothar (* 1947), deutscher Fußballspieler
- Lazar, Maria (1895–1948), österreichische SchriftstellerinMaria Lazar (1895–1948)

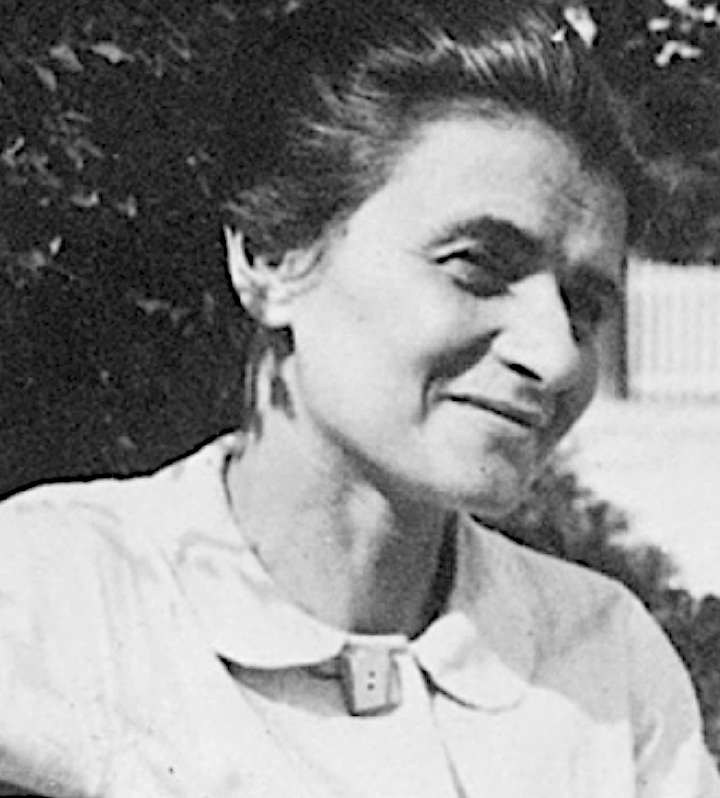
Maria Lazar (1895–1948)

- Lazar, Mitchell A. (* 1956), US-amerikanischer Mediziner
- Lazar, Monika (* 1967), deutsche Politikerin (Bündnis 90/Die Grünen), MdB
- Lázár, Pál (* 1988), ungarischer Fußballspieler
- Lazar, Paul (* 1955), US-amerikanischer Schauspieler und TheaterregisseurPaul Lazar (* 1955)

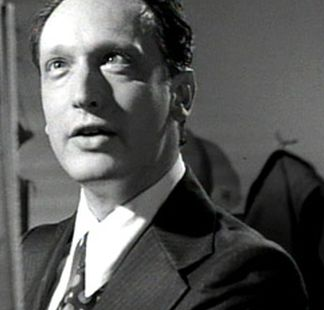
Paul Lazar (* 1955)

- Lazar, Petr (* 1976), tschechischer Radrennfahrer
- Lazar, Robert (* 1959), US-amerikanischer Ufologe
- Lazar, Sam, US-amerikanischer Jazzorganist
- Lazar, Santiago (* 2008), uruguayischer Sprinter
- Lazăr, Ștefana (* 2002), rumänische Tennisspielerin
- Lazar, Tomasz (* 1985), polnischer Fotograf
- Lazăr, Valentin (* 1989), rumänischer Fußballspieler
- Lazăr-Szabo, Reka (* 1967), rumänische Florettfechterin
- Lazarakis, Phyllis (* 1953), australische Mittel- und Langstreckenläuferin
- Lazard, Allen (* 1995), US-amerikanischer American-Football-Spieler
- Lazard, Daniel (* 1941), französischer Mathematiker
- Lazard, Frédéric (1883–1948), französischer Schachmeister und Schachkomponist
- Lazard, Gilbert (1920–2018), französischer Ethnologe, Autor, Hochschullehrer
- Lazard, Justin (* 1967), US-amerikanischer Schauspieler
- Lazard, Madeleine (1921–2022), französische Romanistin und Literaturwissenschaftlerin
- Lazard, Michel (* 1924), französischer Mathematiker
- Lazarde, Rómulo (1940–2021), venezolanischer Gitarrist, Komponist und Musikpädagoge
- Lazare, Bernard (1865–1903), französischer Journalist
- Lazare, Lucien (* 1924), französischer, jüdischer Widerstandskämpfer gegen den Nationalsozialismus
- Lazare, Mylène (* 1987), französische Schwimmerin
- Lazareanu, Irina (* 1982), kanadische Musikerin und Fotomodell
- Lazarenko, Cliff (* 1952), englischer Dartspieler
- Lăzărescu, Anca Miruna (* 1979), deutsch-rumänische Regisseurin und DrehbuchautorinAnca Miruna Lăzărescu (* 1979)

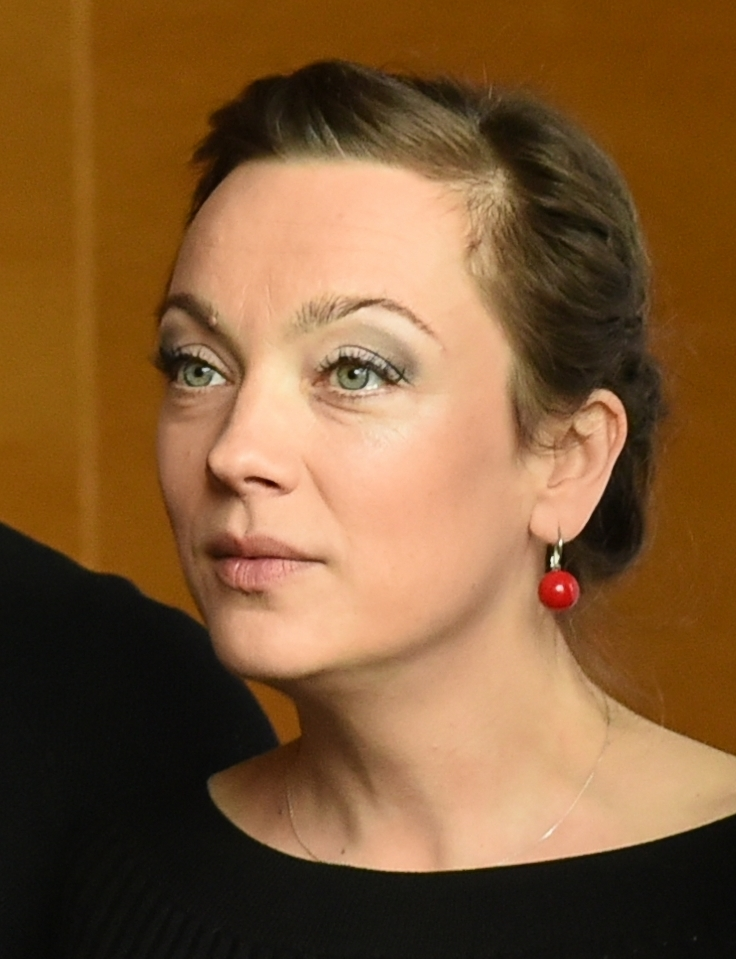
Anca Miruna Lăzărescu (* 1979)

- Lazareski, Mirko (* 2003), nordmazedonischer Skirennläufer
- Lazarević, Branko (* 1984), serbischer Fußballspieler
- Lazarević, Dejan (* 1990), slowenischer Fußballspieler
- Lazarević, Jovan (* 1952), serbischer Kugelstoßer
- Lazarević, Laza (1851–1891), serbischer Schriftsteller und Arzt
- Lazarević, Milan (* 1948), jugoslawisch-serbischer Handballspieler und -trainer
- Lazarević, Milunka (1932–2018), jugoslawische beziehungsweise serbische Schachspielerin
- Lazarević, Zoran (* 1967), montenegrinischer Brigadegeneral
- Lazarevitch, Serge (* 1957), französischer Gitarrist und Komponist
- Lazarevski, Vlade (* 1983), mazedonischer Fußballspieler
- Łazarewicz, Cezary (* 1966), polnischer Journalist und Publizist
- Lăzărică, Dan (* 1992), rumänischer Hochspringer
- Lazaridès, Apo (1925–1998), französischer Radrennfahrer
- Lazaridès, Lucien (1922–2005), französischer Radrennfahrer
- Lazarides, Rebecca, deutsche Erziehungswissenschaftlerin
- Lazaridi, Christina (* 1970), griechisch-amerikanische Drehbuchautorin und Universitätsdozentin
- Lazaridis, Anastasia Danae (1953–2017), griechische Neogräzistin
- Lazaridis, Anna (* 1988), deutsche Boulespielerin
- Lazaridis, Mike (* 1961), kanadischer UnternehmerMike Lazaridis (* 1961)

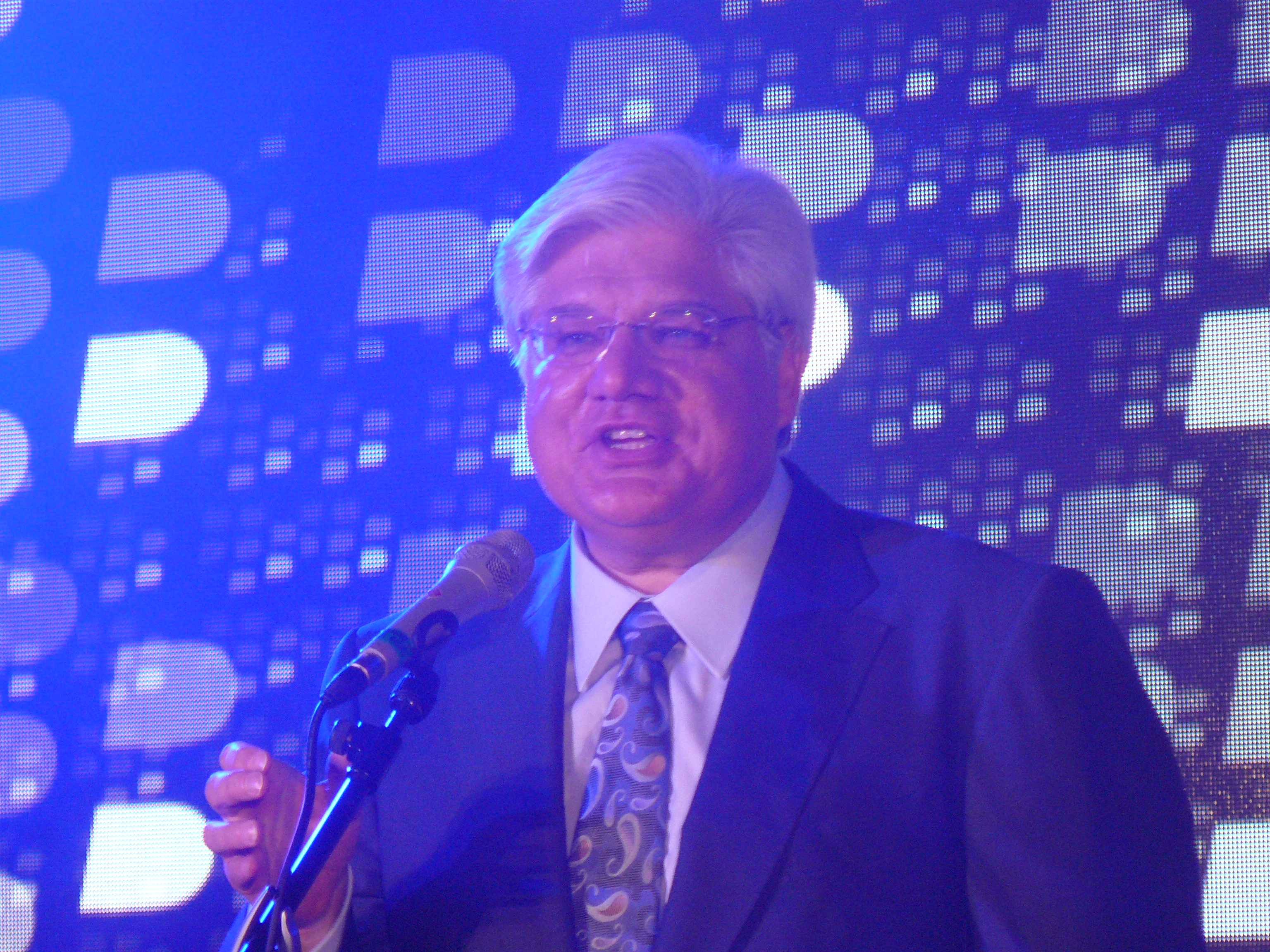
Mike Lazaridis (* 1961)

- Lazaridis, Nico (* 1962), deutscher Fußballspieler
- Lazaridis, Stan (* 1972), australischer Fußballspieler
- Lazarini, Salvador (* 1943), mexikanischer Fußballspieler
- Łazarkiewicz, Antoni (* 1980), polnischer Komponist
- Łazarkiewicz, Bogdan (* 1929), polnischer Chirurg und Hochschullehrer in Breslau
- Łazarkiewicz, Magdalena (* 1954), polnische Filmregisseurin und Drehbuchautorin
- Lázárné-Vajda, Szidónia (* 1979), szeklererische Schachmeisterin
- Lázaro (* 2002), brasilianischer Fußballspieler
- Lázaro Carreter, Fernando (1923–2004), spanischer Romanist und Hispanist, Sprach- und Literaturwissenschaftler
- Lázaro García, Andrea (* 1994), spanische Tennisspielerin
- Lázaro Martinez, Félix (* 1936), spanischer Geistlicher und emeritierter römisch-katholischer Bischof von Ponce
- Lázaro Sáenz, Aroldo, spanischer Generalmajor und UN-Befehlshaber
- Lázaro, Francisco (1891–1912), portugiesischer Marathonläufer
- Lázaro, Hipólito (1887–1974), spanischer Opernsänger (Tenor)
- Lazaro, Ladislas (1872–1927), US-amerikanischer Politiker
- Lázaro, Paola (* 1987), puerto-ricanische Schauspielerin und Dramatikerin
- Lázaro, Paz (* 1972), spanische Filmschaffende
- Lazaro, Valentino (* 1996), österreichischer FußballspielerValentino Lazaro (* 1996)

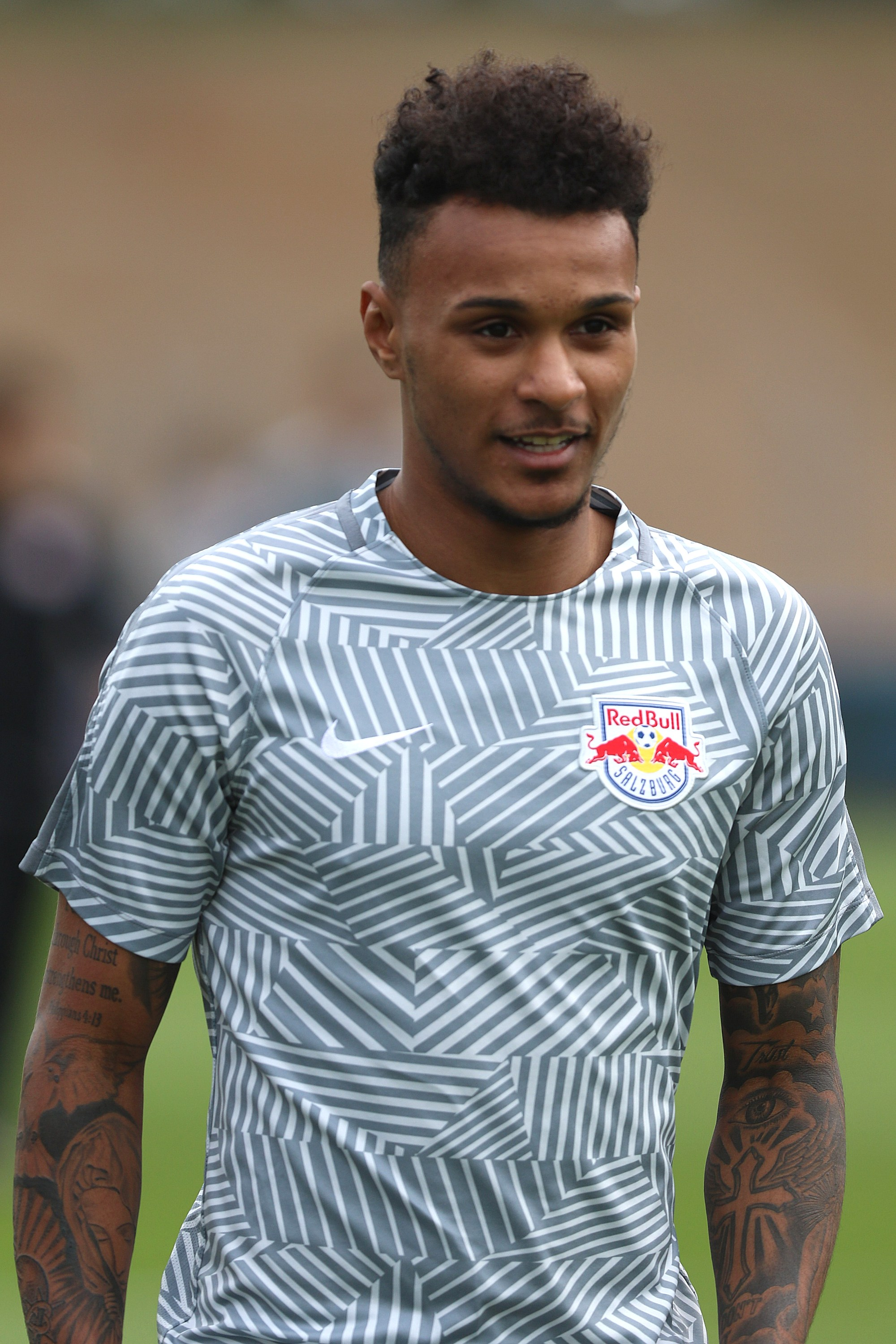
Valentino Lazaro (* 1996)

- Lázaro, Vanderley (* 1947), brasilianischer Fußballspieler
- Lazaroff, Jorge (1950–1989), uruguayischer Sänger, Gitarrist und Komponist
- Lazaroni, Sebastião (* 1950), brasilianischer Fußballtrainer
- Lazaros der Bulgare (1774–1802), Märtyrer und Heiliger der orthodoxen Kirche
- Lazaros, Konstantinos (* 1877), griechischer Tauzieher
- Lazaros, Spyros (* 1867), griechischer Tauzieher
- Lazarou, Antonis C. (* 1976), zypriotischer Badmintonspieler
- Lazarou, Antonis L. (* 1973), zypriotischer Badmintonspieler
- Lazarou, Maria (* 1972), griechische Fußballspielerin
- Lazarov, Andrej (1999–2025), nordmazedonischer Fußballspieler
- Lazarov, Filip (* 1985), mazedonischer Handballspieler und Handballtrainer
- Lazarov, Kiril (* 1980), nordmazedonischer Handballspieler und -trainer
- Lazarow, Joseph (1923–2008), US-amerikanischer Bürgermeister
- Lazarowicz, Klaus (1920–2013), deutscher Theaterwissenschafter und Hochschullehrer
- Lazarowicz, Mark (* 1953), britischer Politiker
- Lazarowitz, Les (1941–2017), US-amerikanischer Tonmeister
- Lazarre, Wisler (* 2007), französischer Fußballspieler
- Lazarre-White, Adam (* 1969), US-amerikanischer Schauspieler
- Lazarsfeld, Paul Felix (1901–1976), österreichisch-amerikanischer SoziologePaul Felix Lazarsfeld (1901–1976)

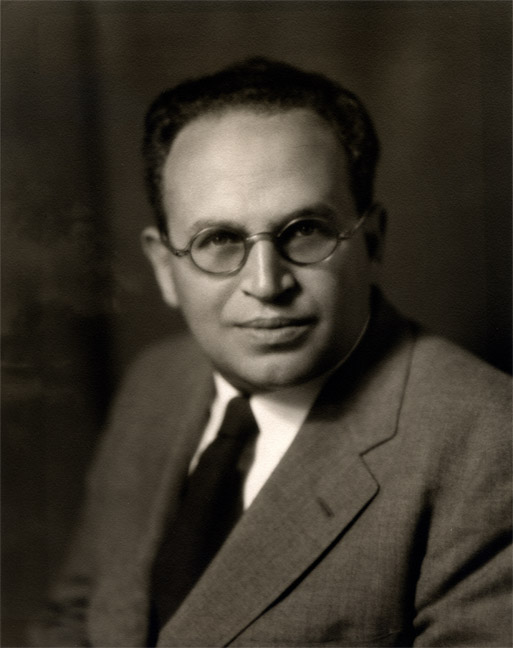
Paul Felix Lazarsfeld (1901–1976)

- Lazarsfeld, Robert (* 1953), US-amerikanischer Mathematiker
- Lazarsfeld, Sophie (1881–1976), österreichische Psychologin, Schülerin von Alfred Adler
- Łazarska, Helena (1934–2022), polnische Opernsängerin (Sopran) und Gesangspädagogin
- Łazarski, Jan (1892–1968), polnischer Radsportler
- Łazarski, Stanisław (1849–1938), polnischer Rechtsanwalt, Politiker
- Lazarte, Luis Alberto (* 1971), argentinischer Boxer im Halbfliegengewicht
- Lazarus, biblischer Mann
- Lazarus, Bischof
- Lazarus III, Paul (* 1938), US-amerikanischer Filmproduzent, Autor und Hochschullehrer
- Lazarus von Murom (1286–1391), orthodoxer Heiliger
- Lazarus, Arnold A. (1932–2013), US-amerikanischer Psychologe und Psychotherapeut
- Lazarus, Celestine (* 1992), nigerianischer Fußballspieler
- Lazarus, Damian, britischer Techno-Produzent und DJ
- Lazarus, Emma (1849–1887), US-amerikanische DichterinEmma Lazarus (1849–1887)

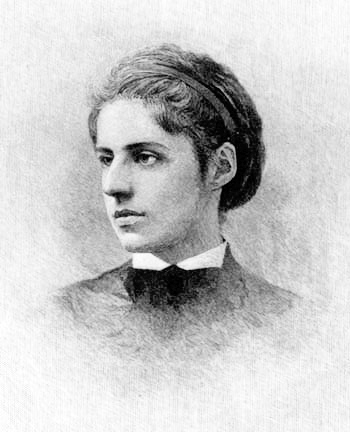
Emma Lazarus (1849–1887)

- Lazarus, Erna (1903–2006), US-amerikanische Drehbuchautorin
- Lazarus, Friedl (1947–2025), österreichischer Musiker, Komponist und Liedtexter der Volksmusik
- Lazarus, Ingrid (* 1939), deutsche Filmarchitektin und Szenenbildnerin
- Lazarus, Jacob (1819–1882), Hamburger Advokat, MdHB
- Lazarus, Julia (* 1971), deutsche Filmemacherin
- Lazarus, Julius (1847–1916), deutscher Mediziner
- Lazarus, Laura (* 1981), deutsche Politikerin (CDU)
- Lazarus, Ludwig (1900–1970), deutscher Privatgelehrter, Buchhändler und Antiquar, Widerstandskämpfer, Journalist, Schriftsteller und Genealoge
- Lazarus, Margaret (* 1949), US-amerikanische Filmproduzentin und Regisseurin
- Lazarus, Maurice (1915–2004), US-amerikanischer Unternehmer
- Lazarus, Max (1892–1961), deutscher Maler
- Lazarus, Mell (1927–2016), US-amerikanischer Comiczeichner
- Lazarus, Moritz (1824–1903), deutscher Psychologe
- Lazarus, Nahida Ruth (1849–1928), deutsche Schriftstellerin und Journalistin
- Lazarus, Oliver (* 1987), südafrikanischer Springreiter
- Lazarus, Paul (1873–1957), jüdisch-deutscher Radiologe
- Lazarus, Paul (1888–1951), deutsch-israelischer Rabbiner
- Lazarus, Richard (1922–2002), US-amerikanischer Psychologe, Stressforscher und Hochschullehrer
- Lazarus, Sam, US-amerikanischer Schauspieler und Komiker
- Lazarus, Sara (* 1962), amerikanische Jazzsängerin
- Lazarus, Ursula (* 1942), deutsche Politikerin (CDU), MdL
- Lăzăruț, Monica (* 1977), rumänische Skilangläuferin
- Lazatin, Carmelo (1934–2018), philippinischer Politiker und Unternehmer
- Lažauninkaitė, Jūratė (* 1965), litauische Badmintonspielerin

### Lazc
- Lazcano, Antonio (* 1950), mexikanischer Biologe
- Lazcano, Heriberto (1974–2012), mexikanischer Drogenhändler
- Lazcano, Jaime (1909–1983), spanischer Fußballspieler
- Lazcano, Santiago (1947–1985), spanischer Radrennfahrer

### Lazd
- Lazdenieks, Aivars (1954–2023), sowjetischer Ruderer
- Lazdinis, Imantas (* 1944), litauischer Forstwissenschaftler, Umweltschützer und Politiker
- Lazdiņš, Alfrēds (1900–1961), lettischer Fußballspieler
- Lazdiņš, Artis (* 1986), lettischer Fußballspieler
- Lazdins, Ray (* 1964), kanadischer Diskuswerfer
- Lazdunski, Michel (* 1938), französischer Biochemiker

### Laze
- Lazear, Edward (1948–2020), US-amerikanischer Wirtschaftswissenschaftler
- Lazear, Jesse (1804–1877), US-amerikanischer Politiker
- Lazee (* 1985), schwedischer Rapper
- Lazek, Heinz (1911–1986), österreichischer Boxer
- Lazell, James D. (* 1939), US-amerikanischer Biologe und Sachbuchautor
- Lazenby, George (* 1939), australischer SchauspielerGeorge Lazenby (* 1939)

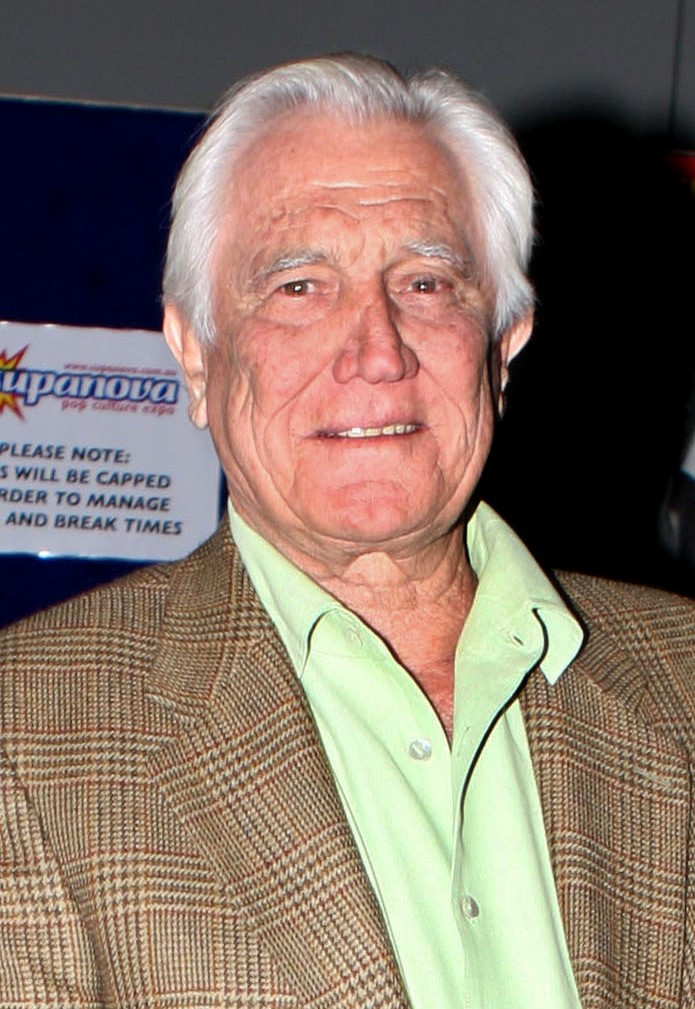
George Lazenby (* 1939)

- Lazer, Estelle, australische Anthropologin, Archäologin und Forensikerin
- Lazer, Werner (* 1925), deutscher Fußballspieler
- Lazetić, Marko (* 2004), serbischer Fußballspieler

### Lazi
- Lazi, Adolf (1884–1955), deutscher Bildhauer und Fotograf
- Lazi, Erhard (1923–1997), deutscher Jurist und Kommunalpolitiker
- Lazi, Franz (1922–1998), deutscher Industrie- und Werbefotograf sowie Dokumentarfilmer
- Lazić, Alexandra (* 1994), schwedische Volleyballspielerin
- Lazić, Darko (* 1991), serbischere Sänger
- Lazić, Darko (* 1994), serbischer Fußballspieler
- Lazić, Dejan (* 1977), kroatischer Pianist und Komponist
- Lazić, Đorđe (* 1996), serbischer Wasserballer
- Lazić, Igor (* 1967), jugoslawischer Fußballspieler und -trainer
- Lazič, Igor (* 1979), slowenischer Fußballspieler
- Lazić, Igor (* 1992), kroatischer Eishockeynationalspieler
- Lazić, Miladin (* 1955), jugoslawischer Fußballspieler
- Lazić, Petar (1960–2017), serbischer Schriftsteller
- Lazić, Radmila (* 1949), serbische Schriftstellerin
- Lazić, Rebecka (* 1994), schwedische Volleyballspielerin
- Lazić, Viktor (* 1985), serbischer Journalist und Büchersammler
- Lazier, Benjamin (* 1971), US-amerikanischer Historiker und Professor am Reed College, Portland
- Lazier, Buddy (* 1967), US-amerikanischer Automobilrennfahrer
- Lazier, Jaques (* 1971), US-amerikanischer Rennfahrer
- Lazík, Ambróz (1897–1969), slowakischer Theologe und Bischof, Apostolischer Administrator in Trnava
- Lazik, Roman (* 1978), slowakischer Balletttänzer
- Lazimbat, Sascha (* 1970), deutscher Unternehmer, Anwalt und Musikjournalist
- Lazin, Lauren, amerikanische Filmemacherin
- Lazio, Rick (* 1958), US-amerikanischer Politiker
- Lazis, Martyn Iwanowitsch (1888–1938), sowjetischer Revolutionär, Politiker und Offizier der Staatssicherheit
- Lazis, Otto Rudolfowitsch (1934–2005), sowjetischer Journalist lettischer Abstammung
- Lazius, Wolfgang (1514–1565), österreichischer Humanist, Historiker und Kartograf

### Lazk
- Lazkano, Oier (* 1999), spanischer Radrennfahrer

### Lazl
- Lazlo, Viktor (* 1960), französisch-belgische Pop-SängerinViktor Lazlo (* 1960)

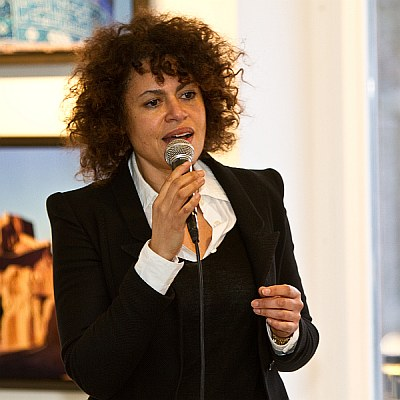
Viktor Lazlo (* 1960)

### Lazn
- Laznia, Elke (* 1974), österreichische Dichterin und Schriftstellerin
- Láznička, Viktor (* 1988), tschechischer Schachmeister
- Lažnjak, Sunčana (* 1973), kroatische Fußballspielerin

### Lazo
- Lazo Adalid, Agustín (1896–1971), mexikanischer Maler, Bühnenmaler und Dramaturg
- Lazo y Lazo, Salvador (1918–2000), römisch-katholischer Bischof
- Lazo, Carmen Aída (* 1976), salvadorianische Politikerin
- Lazo, Esteban (* 1944), kubanischer kommunistischer Politiker
- Lazo, Jose Romeo Orquejo (* 1949), philippinischer Geistlicher, römisch-katholischer Erzbischof von Jaro
- Lazo, Lauren (* 1993), US-amerikanische Fußballspielerin
- Lazo, Matías (* 1993), uruguayischer Fußballspieler
- Lažo, Miroslav (* 1977), slowakischer Eishockeyspieler
- Lazo, Rina (1923–2019), guatemaltekische Malerin und Grafikerin
- Lázok, János (* 1984), ungarischer Fußballspieler
- Lazonga, Vyvyn (* 1947), amerikanische Tätowiererin
- Lazor, Annie (* 1994), US-amerikanische Schwimmerin
- Lazotti, Gianfrancesco (* 1957), italienischer Film- und Fernsehregisseur sowie Drehbuchautor
- Lazouane, Hassan (* 1958), deutsch-marokkanischer Schauspieler
- Lazoukits, Loukas (* 1982), griechischer Basketballspieler
- Lazović, Barbara (* 1988), slowenische Handballspielerin
- Lazović, Danilo (1951–2006), serbischer Schauspieler
- Lazović, Danko (* 1983), serbischer Fußballspieler
- Lazović, Darko (* 1990), serbischer Fußballspieler
- Lazović, Suzana (* 1992), montenegrinische Handballspielerin und -trainerin
- Łazowertówna, Henryka (1909–1942), polnische Lyrikerin, Widerstandskämpferin
- Łazowski, Eugene (1913–2006), polnischer Arzt

### Lazr
- Lazraq-Khlass, Auriana (* 1999), französische Siebenkämpferin
- Lazro, Daunik (* 1945), französischer Jazzmusiker
- Lazrus, Daniel, US-amerikanischer Pokerspieler

### Lazu
- Lazure, Gabrielle (* 1957), amerikanisch-kanadische Schauspielerin

### Lazz
- Lazza (* 1994), italienischer RapperLazza (* 1994)

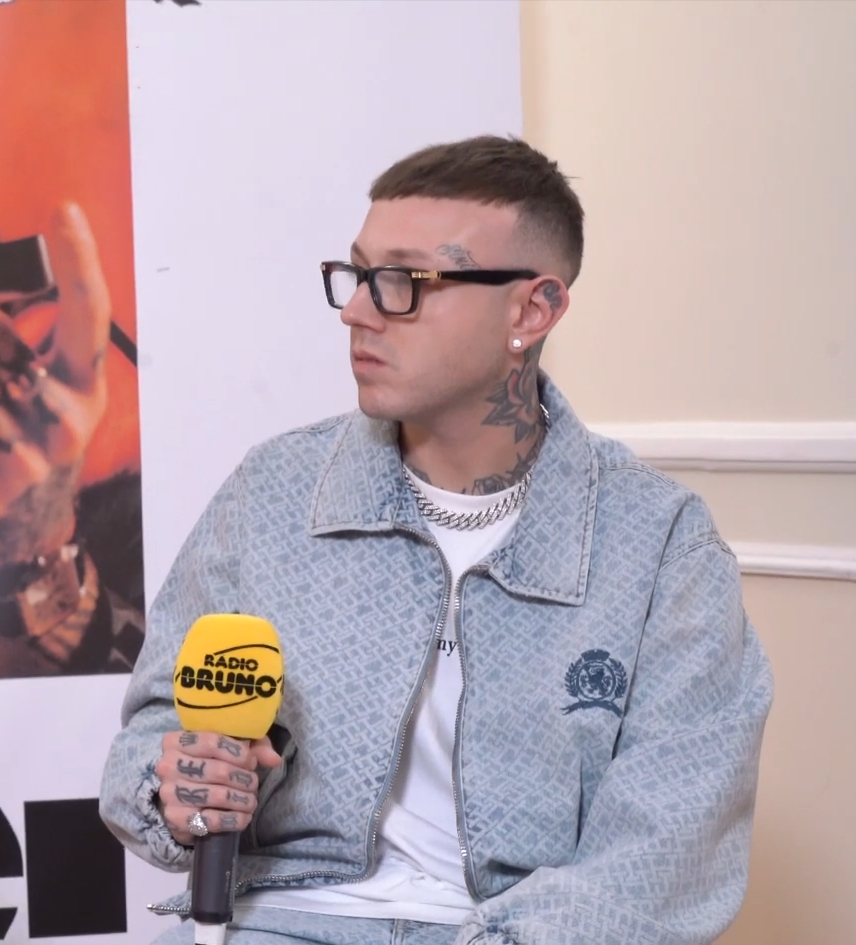
Lazza (* 1994)

- Lazzara, Gaetano, italienischer Architekt
- Lazzarato, Maurizio (* 1955), italienischer Soziologe und Philosoph
- Lazzarelli, Ludovico (1447–1500), italienischer Humanist und Poet
- Lazzaretti, Davide (1834–1878), italienischer Prediger, Mystiker
- Lazzari, Andrea (* 1984), italienischer Fußballspieler
- Lazzari, Bice (1900–1981), italienische Malerin
- Lazzari, Celmo (* 1956), brasilianischer römisch-katholischer Ordensgeistlicher, Apostolischer Vikar von Napo
- Lazzari, Ferdinando Antonio (1678–1754), italienischer Organist und Komponist
- Lazzari, Manuel (* 1993), italienischer Fußballspieler
- Lazzari, Roberto (1937–2017), italienischer Schwimmer
- Lazzari, Sylvio (1857–1944), französischer Komponist mit österreichischen Wurzeln
- Lazzari, Virgilio (1887–1953), italienischer Opernsänger (Bass)
- Lazzarín Stella, Aldo (1926–2010), römisch-katholischer Ordensgeistlicher, Apostolischer Vikar von Aysén
- Lazzarini, Elisabetta (1662–1729), italienische Malerin
- Lazzarini, Eugenio (* 1945), italienischer Motorradrennfahrer
- Lazzarini, Gregorio (1655–1730), italienischer Maler
- Lazzarini, Philippe (* 1964), schweizerisch-italienischer Rotkreuz- und UN-FunktionärPhilippe Lazzarini (* 1964)

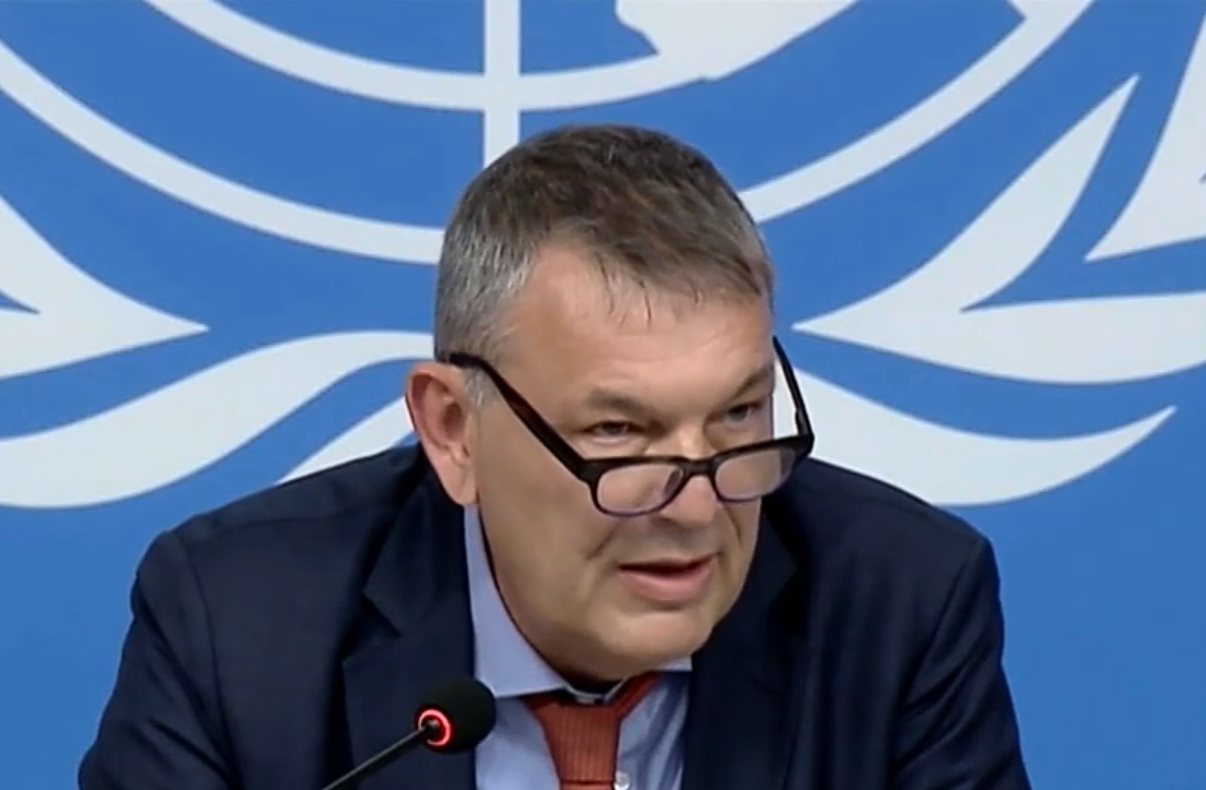
Philippe Lazzarini (* 1964)

- Lazzarini, Vittorio (1866–1957), italienischer Paläograph
- Lazzaris, Enemésio Ângelo (1948–2020), brasilianischer Ordensgeistlicher und römisch-katholischer Bischof von Balsas
- Lazzaro, Giovanni (* 2004), italienischer Mittelstreckenläufer
- Lazzaro, Sara (* 1984), italienisch-US-amerikanische Film- und Theaterschauspielerin
- Lazzaro, Urbano (1924–2006), italienischer Widerstandskämpfer im Zweiten Weltkrieg
- Lazzaroni, David (* 1985), französischer Skispringer
- Lazzaroni, Stefania (* 1965), italienische Weitspringerin
- Lazzarotto, Giuseppe (* 1942), italienischer Geistlicher, Diplomat des Heiligen Stuhls, römisch-katholischer Erzbischof
- Lazzarotto, Juliette (* 1992), französische Biathletin
- Lazzarotto, Lena (* 1957), italienisch-deutsche Maskenbildnerin
- Lazzatti, Ernesto (1915–1988), argentinischer Fußballspieler
- Lazzer, Dieter de (* 1941), deutscher Schriftsteller, Theologe und Rechtsanwalt
- Lazzeri, Tony (1903–1946), US-amerikanischer Baseballspieler
- Lazzeri, Valerio (* 1963), Schweizer Geistlicher, emeritierter römisch-katholischer Bischof von Lugano
- Lazzeroni, Claudius (* 1965), deutscher Designer
- Lazzo, Mike (* 1958), US-amerikanischer Fernsehproduzent